# Alfabetul limbii aromâne
Alfabetul limbii aromâne (în aromână Alfabetu armãnescu/rãmãnescu) este o variantă a scrierii latine folosită pentru scrierea limbii aromâne. Versiunea actuală a alfabetului a fost propusă în 1997 în cadrul Simpozionului pentru Standardizarea Sistemului de Scriere Aromână (Symposium for Standardization of the Aromanian Writing System) din Bitola, Republica Macedonia de Nord și revizuită în 1999. A fost ulterior adoptată de majoritatea scriitorilor aromâni din Macedonia de Nord, Serbia, Albania, Bulgaria și România.

## Istoric
Înainte de adoptarea sistemului actual de scriere, aromâna a fost scrisă folosind o mare varietate de grafii, inclusiv grecească și chirilică. 
Odată cu standardizarea limbii române, o limbă strâns legată de aromână, și deschiderea școlilor românești în sudul Balcanilor, alfabetul român a fost folosit pentru a scrie aromâna.
În anii 1980 și 1990, a existat un impuls reînnoit pentru crearea unui sistem standardizat de scriere. Aromâna a început să fie predată în școlile din Macedonia de Nord, Albania și România. Membrii diferitelor societăți aromâne din întreaga lume au organizat conferințe o dată la câțiva ani, toate cu scopul principal de a promova un alfabet aromân standard.
Pe lângă alfabetul standardizat, există și alte variante. Cele bazate pe alfabetul latin folosesc adesea literele â, ă, î, ș, ț (la fel cu româna) și, de asemenea, ḑ, ľ, ń. În Grecia, aromâna este de obicei scrisă folosind alfabetul grecesc.

## Alfabet
Alfabetul este format din mai multe litere și digrafe (combinații de două litere reprezentând un sunet). Alfabetul aromân este standardizat din 1997.
| Literă                                                             | Nume     | Pronunție (IPA) | Observații                                                                                     |
| ------------------------------------------------------------------ | -------- | --------------- | ---------------------------------------------------------------------------------------------- |
| A, a                                                               | a        | /a/             | –                                                                                              |
| Ã, ã                                                               | ã        | /ə/ /ɨ/ (rar)   | pentru /ɨ/, se folosește „â”                                                                   |
| B, b                                                               | bã       | /b/             | –                                                                                              |
| C, c                                                               | cã       | /k/ /tʃ/ /x/    | /k/ înainte de „a”, „o”, „u” sau o consoană /tʃ/ înainte de „e” sau „i” /x/ în câteva dialecte |
| D, d                                                               | dã       | /d/             | –                                                                                              |
| Dh, dh                                                             | dhã      | /ð/             | numai pentru anumite accente în care acest fonem este prezent, în caz contrar se folosește „d” |
| Dz, dz                                                             | dzã      | /dz/            | –                                                                                              |
| E, e                                                               | e        | /ɛ/             | –                                                                                              |
| F, f                                                               | fã       | /f/             | –                                                                                              |
| G, g                                                               | gã       | /ɡ/ /dʒ/ /ɣ/    | /ɡ/ înainte de „a”, „o”, „u” sau o consoană /dʒ/ înainte de „e” sau „i” /ɣ/ în câteva dialecte |
| H, h                                                               | hã       | /h/             | –                                                                                              |
| I, i                                                               | i        | /i/             | –                                                                                              |
| J, j                                                               | jã       | /ʒ/             |                                                                                                |
| K, k                                                               | ca       | /c/             | doar înainte de „e” sau „i”                                                                    |
| L, l                                                               | lã       | /l/             | –                                                                                              |
| Lj, lj                                                             | ljã      | /ʎ/             | în transliterarea limbii macedonene                                                            |
| M, m                                                               | mã       | /m/             | –                                                                                              |
| N, n                                                               | nã       | /n/             | –                                                                                              |
| Nj, nj                                                             | njã      | /ɲ/             | în transliterarea limbii macedonene                                                            |
| O, o                                                               | o        | /o/             | –                                                                                              |
| P, p                                                               | pã       | /p/             | –                                                                                              |
| Q, q                                                               | kiu      | /k/             | doar pentru cuvinte străine, în mod obișnuit de utilizează „c”                                 |
| R, r                                                               | rã       | /r/             | –                                                                                              |
| Rr, rr                                                             | rrã      | ?               | numai pentru anumite accente în care acest fonem este prezent, în caz contrar se folosește "r" |
| S, s                                                               | sã       | /s/             | –                                                                                              |
| Sh, sh                                                             | shã      | /ʃ/             | –                                                                                              |
| T, t                                                               | tã       | /t/             | –                                                                                              |
| Th, th                                                             | thã      | /θ/             | numai pentru anumite accente în care acest fonem este prezent, în caz contrar se folosește „t” |
| Ts, ts                                                             | tsã      | /ts/            | –                                                                                              |
| U, u                                                               | u        | /u/ /ʷ/         | pentru /ʷ/, se poate folosește „ù”                                                             |
| V, v                                                               | vã       | /v/             | –                                                                                              |
| W, w                                                               | dublã vã | /w/             | doar pentru cuvinte străine                                                                    |
| X, x                                                               | csã/gzã  | /ks/, /ɡz/      |                                                                                                |
| Y, y                                                               | i greacã | /j/ /ɣ/         | /j/ înainte de „e” și „i” /ɣ/ în celelalte cazuri                                              |
| Z, z                                                               | zã       | /z/             | –                                                                                              |
| Suplimentar, se folosește digrafa „gh” (/ɟ/) înainte de „e” și „i” |          |                 |                                                                                                |